# Kiss (Prince)
Kiss è una canzone del 1986 di Prince & The Revolution, dall'album Parade.
Nel 2021, la rivista Rolling Stone l'ha posizionata all'85º posto tra le migliori canzoni di sempre, mentre NME la inserita alla quarta posizione tra i più grandi singoli di tutti i tempi, definendola la migliore canzone del 1986.

## Descrizione
Kiss è nata come una piccola demo acustica della durata di circa un minuto, con un verso e un ritornello. Prince ha dato la canzone alla band Mazarati per il loro omonimo album. Mazarati e il produttore David Z hanno rielaborato drasticamente la canzone, dandole un suono maggiormente aggressivo funk e spogliandola di effetti (fino a giungere a un suono minimalista). Quando Mazarati consegnò la canzone a Prince, l'artista rimase sbalordito dal suo lavoro e decise di riprendersi la canzone. Prince ne ha quindi sostituito il cantato principale e una parte di chitarra, portando la canzone nella forma attuale. A Mazarati venne attribuito solo il canto di sfondo, che Prince lasciò intatto. La canzone fu aggiunta all'album Parade all'ultimo minuto. Malgrado la Warner Bros. non volesse pubblicare la canzone come singolo, Kiss divenne il terzo singolo numero uno di Prince, seguendo il successo di When Doves Cry e Let's Go Crazy del 1984. Nei concerti di Prince la canzone era una delle principali e, solitamente, veniva parzialmente cantata dal pubblico. La versione mix della canzone è un'estensione della canzone presente nell'album e finisce con un divertente dialogo tra una moglie e suo marito sul fatto che Prince è in televisione.
Il lato B contiene la funky Love or Money, cantata in modo veloce, simile al suo materiale Camille.

## Classifiche

### Classifiche settimanali
| Classifica (1986)              | Posizione massima |
| ------------------------------ | ----------------- |
| Australia                      | 2                 |
| Austria                        | 8                 |
| Belgio (Fiandre)               | 3                 |
| Canada                         | 6                 |
| Francia                        | 2                 |
| Germania                       | 4                 |
| Irlanda                        | 11                |
| Italia                         | 9                 |
| Norvegia                       | 10                |
| Nuova Zelanda                  | 2                 |
| Paesi Bassi                    | 3                 |
| Regno Unito                    | 6                 |
| Stati Uniti                    | 1                 |
| Stati Uniti (dance club)       | 1                 |
| Stati Uniti (dance/electronic) | 1                 |
| Stati Uniti (R&B)              | 1                 |
| Svezia                         | 16                |
| Svizzera                       | 3                 |

### Classifiche di fine anno
| Classifica (1986) | Posizione |
| ----------------- | --------- |
| Australia         | 25        |
| Belgio (Fiandre)  | 30        |
| Canada            | 57        |
| Germania          | 28        |
| Italia            | 53        |
| Nuova Zelanda     | 14        |
| Paesi Bassi       | 20        |
| Stati Uniti       | 19        |
| Svizzera          | 22        |

## Cover
Nel 1988 gli Art of Noise realizzano una cover del brano con Tom Jones alla voce. Questa versione raggiunse la quinta posizione delle classifiche britanniche e la posizione 31 di quelle statunitensi. Nel 1994 è stata eseguita una cover all'interno della trasmissione televisiva Non è la RAI dalla cantante Loredana Maiuri e interpretata sul palco da Simona Capaldo, successivamente inserita nella compilation Non è la Rai novanta5.

## Curiosità
Julia Roberts nel film Pretty Woman (1990) ne esegue una versione acustica, deliberatamente stonata, mentre è immersa in una vasca da bagno con il walkman sulle orecchie.